# Fuilla
Fuilla en idioma francés y oficialmente, Fullà en catalán, es una localidad  y comuna francesa, situada en el departamento de Pirineos Orientales en la región de Languedoc-Rosellón y comarca histórica del Conflent.
A sus habitantes se les conoce por el gentilicio de fuillanencs en francés o fullanenc, fullanenca en catalán.

## Geografía

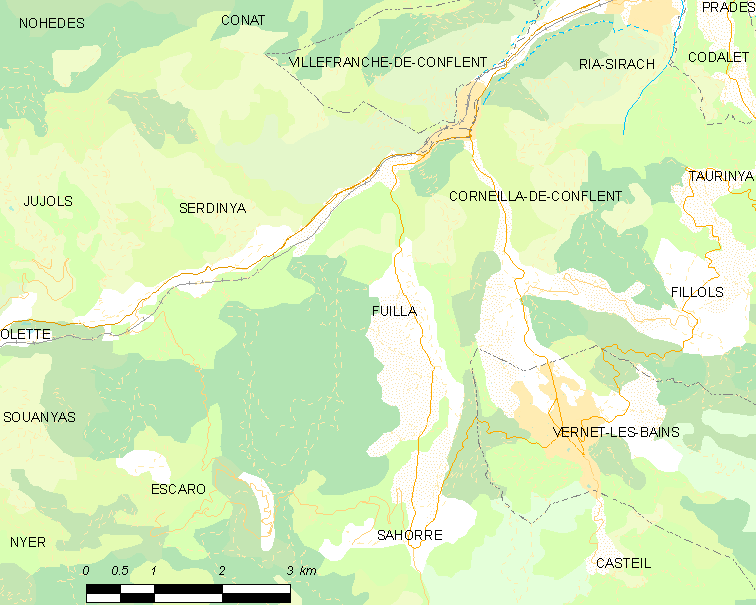
Situación de Fuilla

## Demografía
| 259 | 266 | 233 | 254 | 297 | 329 |
| Para los censos de 1962 a 1999 la población legal corresponde a la población sin duplicidades (Fuente: INSEE [Consultar]) |     |     |     |     |     |